# Dhayet Bendhahoua
Dhayet Bendhahoua è un comune dell'Algeria, situato nella provincia di Ghardaïa.